# Comparativ
Comparativ ist eine Zeitschrift für Globalgeschichte und vergleichende Gesellschaftsforschung mit Sitz in Leipzig. Das erste Heft erschien 1991 und erscheint seitdem sechsmal im Jahr. Diese Zeitschrift geht auf das von Manfred Kossok und seinem Schüler Matthias Middell wiedergegründete Institut für Kultur- und Universalgeschichte am Fachbereich Geschichte an der Universität Leipzig zurück, welches allerdings 1993 nach dem Tod seines Gründers und Leiters Kossok wieder aufgelöst wurde.
Momentan wird Comparativ herausgegeben von Matthias Middell und Hannes Siegrist. Zur Redaktion gehören unter anderem Andreas Eckert, Michael Zeuske und Marc Frey.
Die Zeitschrift Comparativ behandelt Themen der Weltgeschichte und analysiert historische und aktuelle Globalisierungsvorgänge. Unterschiede und Ähnlichkeiten sowie Interaktions-, Kooperations- und Transferprozesse werden in ihrem zeitlichen Wandel und im Hinblick auf die Bedeutung und Funktion für die Verräumlichung und Enträumlichung sozialer, kultureller, politischer, wirtschaftlicher und rechtlicher Ordnungen diskutiert.
Comparativ veröffentlicht Beiträge in deutscher, englischer und französischer Sprache. Die Zeitschrift ist das Kommunikationsforum des European Network in Universal and Global History und erörtert deshalb europäische Perspektive auf Globalisierung und europäischen Entwicklungen in weltweiten Zusammenhängen besonders intensiv. Comparativ wird herausgegeben im Auftrag der Karl-Lamprecht-Gesellschaft e. V. / European Network in Universal and Global History. 